# Волт-амперна характеристика
Волт-амперна характеристика (ВАХ) се нарича графиката на зависимостта на тока (I) от напрежението (U) за даден елемент или за част от една електрическа схема. Ако елементът е линеен (R = const.), характеристиката представлява права линия (Закон на Ом за част от веригата):
U = I.R
При реалния резистор зависимостта на свойствата на материалите (от които е направен резисторът) от факторите на средата (температура, влага и др.) води до това, че характеристиката е нелинейна.
Всъщност волт-амперни характеристики се строят само за тези елементи от веригите за постоянен ток, които имат нелинеен характер. Електроинженерите използват тези графики за определяне на основните параметри на дадено устройство и за моделиране на неговото поведение в определена електрическа схема. Характерни примери за двуполюсни елементи, имащи нелинейна характеристика, са диод, лампа с нажежаема жичка, динистор.
За триполюсни елементи (като транзистор, тиристор или лампов триод) често се строят семейства от криви, които са ВАХ за двуполюсник при зададени параметри на третия извод на елемента.
Трябва да се отбележи, че в една реална схема, особено работеща при относително високи честоти (близки до границите на работния честотен диапазон за даденото устройство), реалната зависимост може да минава по траектории, твърде далечни от „идеалната“ ВАХ. Най-често всичко това е свързано с паразитни капацитети и индуктивности или с други инертни свойства на елемента.